# Uniwersytet Madery
Uniwersytet Madery (port. Universidade da Madeira) – portugalska uczelnia publiczna w mieście Funchal. Została założona w 1988 roku.